# دانیل البیتار
دانیل البیتار (انگلیسی: Daniel Elbittar؛ زادهٔ ۳۰ آوریل ۱۹۷۹) بازیگر، خواننده، و بازیگر تلویزیون اهل ونزوئلا است. وی از سال ۱۹۹۸ میلادی تاکنون مشغول فعالیت بوده است.